# Мізерикордія

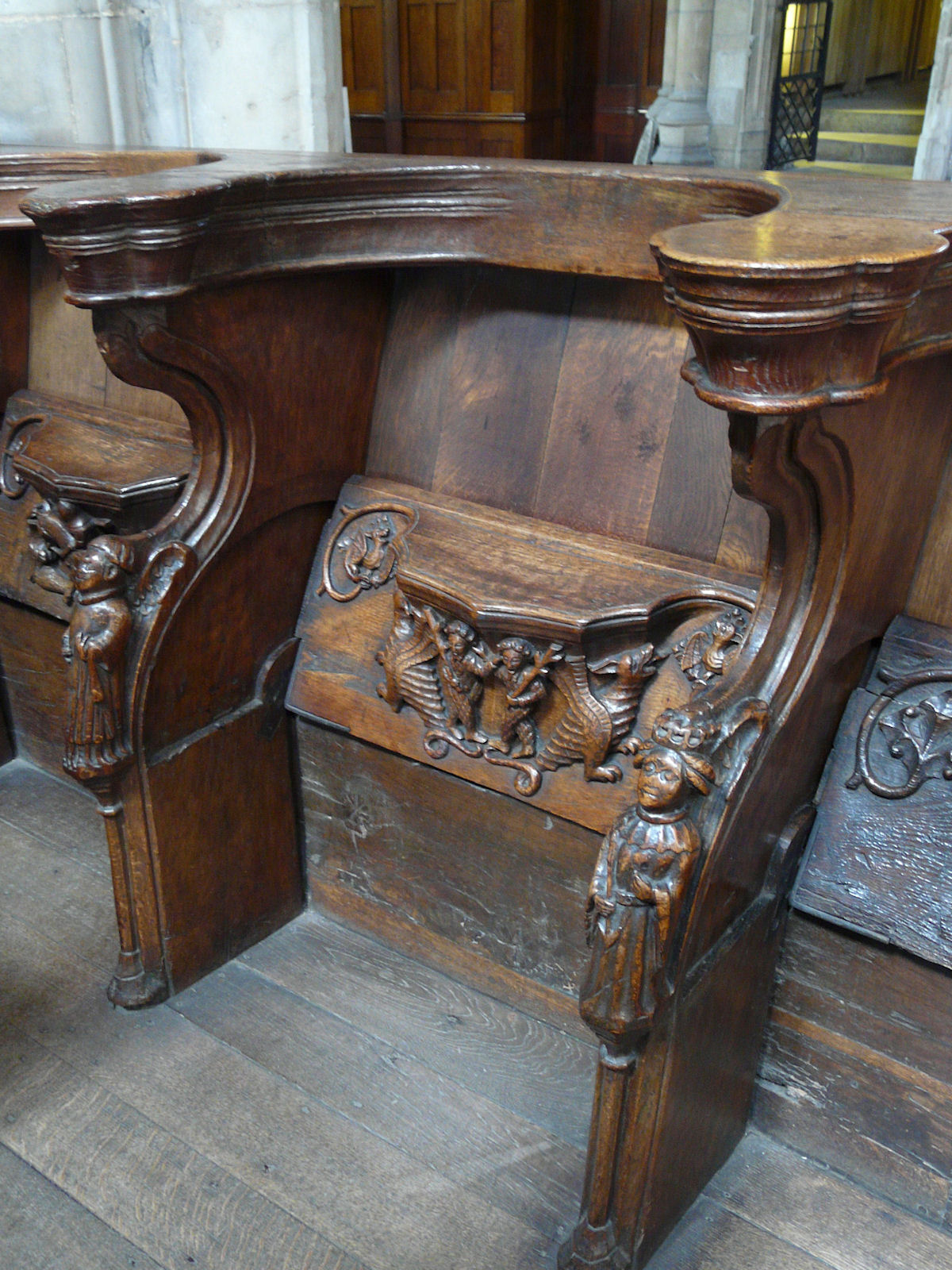
Кафедральний собор Беверлі, Йоркшир, Велика Британія. На мізерикордії вирізьблені дика людина і віверни

Мізерико́рдія (лат. misericordia — «милосердя»), інколи місце милосердя — невелика дерев'яна поличка на нижній стороні розкладного сидіння в церкві, встановлена для забезпечення певного комфорту для людини, яка повинна стояти протягом тривалих періодів молитви.

## Походження

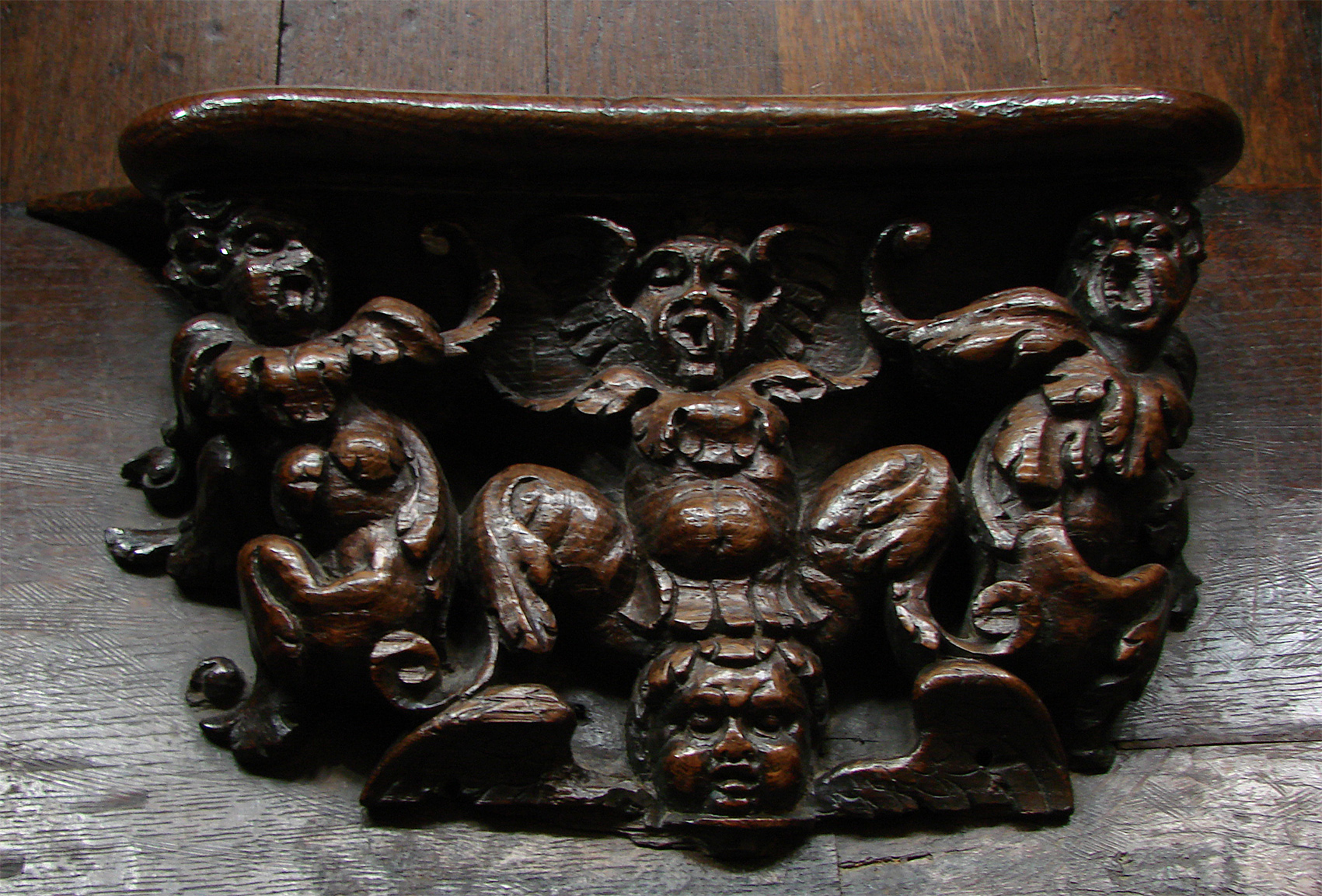
Мізерикордія з собору Святої Марії Ош (Жер).

Віруючі у ранньосередньовічній церкві на денній Літургії годин (Утреня, Хвалебна, Передполуднева, Полуднева, Післяполуднева, Вечірня, Повечірня і) стояли з піднятими руками. Старі і немічні могли користовуватися милицями або, з часом, мізерикордією (буквально «акт милосердя»). Місця були побудовані таким чином, що сидіння можна було підняти; внизу знаходилась невелика полиця, на яку можна спертися, щоб злегка зменшивши дискомфорт. Як і більшість інших середньовічних дерев'яних виробів в церквах, вони, як правило, майстерно різьблені і часто показують детальні сцени, незважаючи на те, що приховані під сидіннями.

## Історія

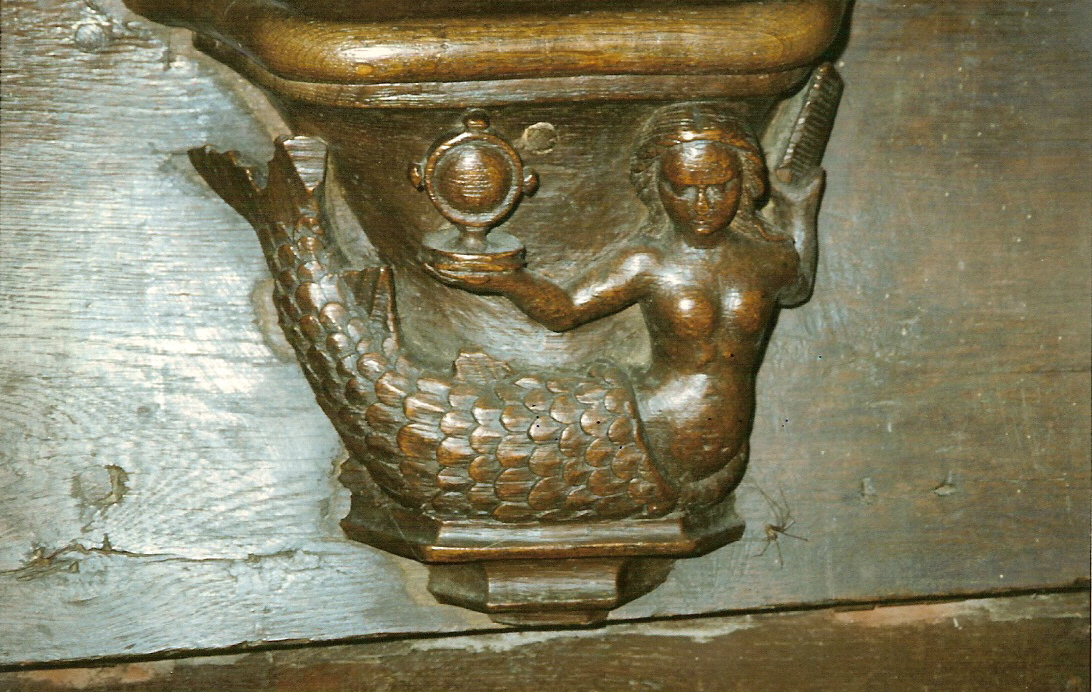
Лез-Анделі, Ер, Франція: русалка, символ марнославства

Мізерикордії в англійських церквах відомі з початку XIII і до XXI століття. Найранніші серії мізерикордій можна знайти в хорах Ексетерського собору і датуються вони серединою XIII століття. Переважна більшість англійських мізерикордій XIV і XV століть напрочуд часто містять зображення світських або язичницьких образів і сцен, що повністю розходиться з християнською іконографією та естетикою. Багато стійок з мізерикордіями колись були частиною монастирів або колегіальних церков, але в час Реформації багато з них були або знищені, або розсіялися серед парафіяльних церков. Ті, що збереглися, невдовзі зазнають псування від іконоборців XVII століття і вікторіанських реформаторів.

## Мізерикордія (кімната)
Слово «мізерикордія» має й інше (але взаємопов'язане) значення. Воно використовується для позначення кімнати у середньовічному Бенедиктинському монастирі, де певна частина громади могла їсти в будь-який день. Правило святого Бенедикта містило суворі правила відносно їжі дозволеної монахам у трапезній: наприклад, воно передбачає повну заборону на м'ясо чотириногих тварин, за винятком хворих. У пізньосередньовічному монастирі, відбулося послаблення режиму: половина від всіх ченців могла обідати в трапезній, а інша половина в мізерикордії, де Статут Бенедикта не поширювалось, і вони могли споживати м'ясо.